# Dymitr Romanowicz
Dymitr Romanowicz – książę Briańska w latach ok. 1320 do 1333.
Był synem Romana Glebowicza. Prowadził zdecydowanie antylitewską politykę, próbując przeciwstawić się ekspansji Giedymina. Walczył z nim w przegranej bitwie nad rzeką Irpień. W roku 1333, wspierany przez posiłki tatarskie zaatakował Smoleńsk, jednak ostatecznie musiał zawrzeć pokój z księciem Iwanem Aleksandrowiczem, prawdopodobnie dlatego że ten uzyskał pomoc litewską. Jeszcze w tym samym roku został obalony w wyniku zamachu stanu, który wyniósł do władzy sprzyjającego Litwie Gleba Światosławowicza.